# دهستان نقدی
دهستان نقدی نام دهستانی در بخش مشکین شرقی شهرستان مشگین‌شهر، استان اردبیل در ایران است. براساس سرشماری مرکز آمار ایران در سال ۱۳۸۵، جمعیت آن ۳۵۸۲ نفر (۸۴۶ خانوار) بوده‌است.